# Alderley Edge
Alderley Edge – wieś w Anglii, w hrabstwie ceremonialnym Cheshire, w dystrykcie (unitary authority) Cheshire East. Leży 46 km na wschód od miasta Chester i 246 km na północny zachód od Londynu. W 2001 miejscowość liczyła 4408 mieszkańców.